# 圣伊莱尔勒沙泰勒
圣伊莱尔勒沙泰勒（法語：Saint-Hilaire-le-Châtel，法語發音：[sɛ̃.t‿ilɛʁ lə ʃatɛl] ⓘ）是法国奥恩省的一个市镇，属于莫尔塔涅欧佩什区。

## 地理
圣伊莱尔勒沙泰勒（48°33'53"N, 0°31'52"E）面积22.34 平方千米，位于法国诺曼底大区奧恩省，该省份为法国西北部内陆省份，北起顺时针与卡爾瓦多斯省、厄尔省、厄尔-卢瓦省、萨尔特省、马耶讷省和芒什省接壤。
与圣伊莱尔勒沙泰勒接壤的市镇（或旧市镇、城区）包括：奥埃讷河畔巴佐什、库尔茹、莫尔塔涅欧佩什、圣塞罗娜-莱莫尔塔涅、圣朗吉莱莫尔塔涅、维利耶苏莫尔塔涅、图鲁夫尔欧佩什。

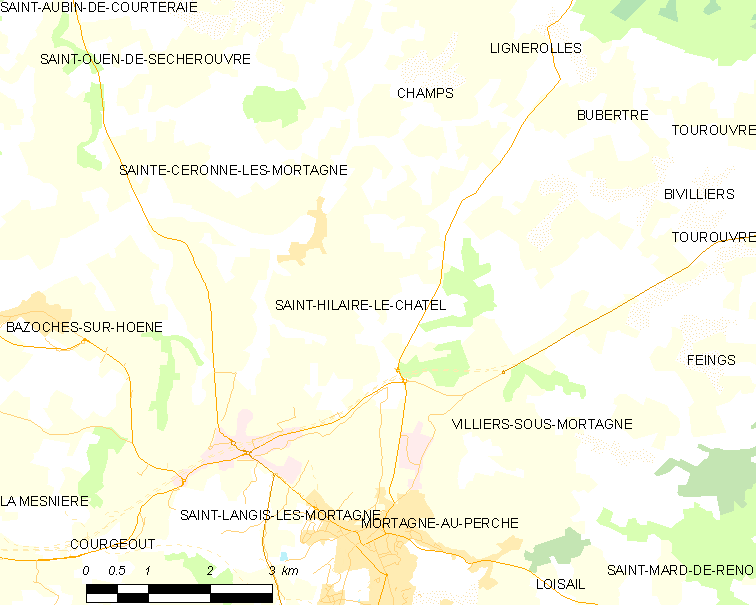
圣伊莱尔勒沙泰勒的OSM定位图

圣伊莱尔勒沙泰勒的时区为UTC+01:00、UTC+02:00（夏令时）。

## 行政
圣伊莱尔勒沙泰勒的邮政编码为61400，INSEE市镇编码为61404。

## 政治
圣伊莱尔勒沙泰勒所属的省级选区为莫尔塔涅欧佩什县。

## 人口

1962-2008年间圣伊莱尔勒沙泰勒人口变化图示

圣伊莱尔勒沙泰勒于2022年1月1日时的人口数量为668人。